# Payload
Een payload in de informatica is de draagkracht van een pakket of transmissiedata-eenheid die over een computernetwerk getransporteerd wordt met gegevensdata die een gebruiker of apparaat wil verzenden. Het wordt als onderdeel toegevoegd aan een geheelpakket zoals een datagrampakket dat ook de informatie bevat om het transport mogelijk te maken.

## Twee betekenissen
De term werd voor het eerst gehanteerd in het leger en werd aanvankelijk geassocieerd met de capaciteit van uitvoerbare en kwaadaardige code om schade aan te richten aan systemen. Hedendaags kent de term payload twee betekenissen:

### Datapayload
Dit is enerzijds de gegevensdata verwerkt in een IP-pakket, en anderzijds gebruikersaanvragen verwerkt in een token met opdrachten van eindgebruikers als reactie op API-verzoeken. De datapayload wordt daarna aan een geheelpakket toegevoegd, zodat ook het protocol ingekapseld zit om het transport mogelijk te maken, zoals: metadata en headers. Voorbeelden van datapayload zijn teksten, spraak, video, afbeeldingen en tonen in JSON-formaat getransporteerd in base64.

### Malwarepayload
In de computerbeveiliging is een payload het uiteindelijk resultaat van een computervirus of andere kwaadaardige software. Dit verwijst naar een kwaadaardige code die wordt gebruikt om IT-netwerken en -systemen te misbruiken en te compromitteren. Een bijkomend gevaar is dat zo'n payload veelal wordt versleuteld om de schadelijke code te verbergen.